# Ctenus bigibbosus
Ctenus bigibbosus är en spindelart som beskrevs av Benoit 1980. Ctenus bigibbosus ingår i släktet Ctenus och familjen Ctenidae.
Artens utbredningsområde är Kongo. Inga underarter finns listade i Catalogue of Life.